# Allostichaster insignis
Allostichaster insignis är en sjöstjärneart som först beskrevs av John Keith Marshall Lang Farquhar 1895.  Allostichaster insignis ingår i släktet Allostichaster och familjen trollsjöstjärnor.
Artens utbredningsområde är havet kring Nya Zeeland. Inga underarter finns listade i Catalogue of Life.